# Pomacentrus bipunctatus
Pomacentrus bipunctatus är en fiskart som beskrevs av Allen och Randall 2004. Pomacentrus bipunctatus ingår i släktet Pomacentrus och familjen Pomacentridae. Inga underarter finns listade i Catalogue of Life.